# Oberea pruinosa
Oberea pruinosa là một loài bọ cánh cứng trong họ Cerambycidae.